# 横岗乡农民协会旧址
横岗乡农民协会旧址，位于中国广东省云浮市罗定市黎少镇横冈，为罗定市的一个市级文物保护单位，类型为近现代重要史迹及代表性建筑，公布时间为1994年6月8日。
横岗乡农民协会旧址的历史年代为民国。